# 해밀톤관광
해밀톤관광㈜(상표: 해밀톤호텔)은 대한민국의 관광호텔이다.
1970년 서울특별시 용산구 이태원에 준공했다. 호텔 건축물 대부분은 건축한계선을 넘어 지어져 논란을 빚고 있다.
자회사로 미국 괌 이나라한에 「Hamilton Tourist Development,Inc.」을 두고 있으며(지분율 54.81%), 괌 남부 지역에서 ‘탈로포포 폭포공원’(Talofofo Falls Resort Park)을 운영하고 있다.
2013년 불법 증축으로 적발된 뒤 9년 간 모두 5억553만3850원의 이행강제금을 납부했다. 불법증축이 적발됐는데도 돈만 내고 시정하지 않았다

## 관련 사건
- 이태원 압사 사고